# Jatropha guaranitica
Jatropha guaranitica är en törelväxtart som beskrevs av Carlos Luis Spegazzini. Jatropha guaranitica ingår i släktet Jatropha och familjen törelväxter. Inga underarter finns listade i Catalogue of Life.